# P'yŏngch'ŏn-guyŏk
P'yŏngch'ŏn-guyŏk (koreanska: 평천구역) är en kommun i Nordkorea.   Den ligger i provinsen Pyongyang, i den sydvästra delen av landet. Huvudstaden Pyongyang ligger i P'yŏngch'ŏn-guyŏk.